# Baltimore Colts 1969
La stagione 1969 dei Baltimore Colts è stata la 17ª della franchigia nella National Football League. Guidata dall'allenatore al settimo anno Don Shula, la squadra, ancora scioccata dalla sconfitta nel Super Bowl della stagione precedente, concluse la stagione regolare con un record di 8 vittorie, 5 sconfitte e un pareggio, non facendo ritorno ai playoff.

## Roster
| Roster dei Baltimore Colts nel 1969 |
| --- |
| Quarterback - 15 Earl Morrall - 19 Johnny Unitas Running Back - 34 Terry Cole - 45 Jerry Hill - 41 Tom Matte - 26 Preston Pearson Wide Receiver - 17 Sam Havrilak - 33 Eddie Hinton - 28 Jimmy Orr - 27 Ray Perkins - 87 Willie Richardson Tight End - 88 John Mackey - 84 Tom Mitchell Offensive Linemen - 73 Sam Ball T - 50 Bill Curry C - 61 Cornelius Johnson G - 62 Glenn Ressler G - 71 Dan Sullivan G - 72 Bob Vogel T - 75 John Williams G Defensive Linemen - 65 Ron Kostelnik DT - 85 Roy Hilton DE - 76 Fred Miller DT - 74 Billy Ray Smith DT - 78 Bubba Smith DE Linebacker - 32 Mike Curtis - 53 Dennis Gaubatz - 51 Bob Grant - 83 Ted Hendricks - 66 Don Shinnick Defensive Back - 37 Ocie Austin S - 20 Jerry Logan S - 43 Lenny Lyles CB - 42 Tommy Maxwell CB - 47 Charlie Stukes CB - 21 Rick Volk S Special Team - 49 David Lee P - 79 Lou Michaels K |
| Legenda - I rookie sono in corsivo. - Il primo ruolo è il principale mentre gli eventuali successivi indicano i ruoli secondari. - (IR) sta per Injured Reserve ed indica la lista ristretta per un solo giocatore infortunato che può tornare ad allenarsi dopo la settimana 6 e a rientrare in prima squadra dopo che questa ha giocato 8 partite. - (NF-Inj.) / (NF-Ill.) stanno rispettivamente per Non-Football Injured e Non-Football Illness ed indicano le liste dove viene inserito un giocatore che ha un infortunio o una malattia non dipendente dal football americano. - (PUP) sta per Physically Unable to Perform ed indica la lista dove viene inserito un giocatore mentre è in attesa di recuperare la condizione fisica. Nella stagione regolare dopo la sesta partita giocata dalla propria squadra, il giocatore ha tempo tre settimane per riprendere ad allenarsi, più tre settimane aggiuntive dal suo rientro agli allenamenti per rientrare in prima squadra. |

## Calendario
| Stagione regolare |              |                        |           |        |                               |          |
| Turno             | Data         | Avversario             | Risultato | Record | Stadio                        | Pubblico |
| 1                 | 21 settembre | Los Angeles Rams       | S 20–27   | 0–1    | Memorial Stadium              | 56,864   |
| 2                 | 28 settembre | at Minnesota Vikings   | S 14–52   | 0–2    | Metropolitan Stadium          | 47,644   |
| 3                 | 5 ottobre    | at Atlanta Falcons     | V 21–14   | 1–2    | Grant Field                   | 57,806   |
| 4                 | 13 ottobre   | Philadelphia Eagles    | V 24–20   | 2–2    | Memorial Stadium              | 56,864   |
| 5                 | 19 ottobre   | at New Orleans Saints  | V 30–10   | 3–2    | Tulane Stadium                | 80,636   |
| 6                 | 26 ottobre   | San Francisco 49ers    | S 21–24   | 3–3    | Memorial Stadium              | 60,238   |
| 7                 | 2 novembre   | Washington Redskins    | V 41–17   | 4–3    | Memorial Stadium              | 60,238   |
| 8                 | 9 novembre   | Green Bay Packers      | V 14–6    | 5–3    | Memorial Stadium              | 60,238   |
| 9                 | 16 novembre  | at San Francisco 49ers | S 17–20   | 5–4    | Kezar Stadium                 | 38,472   |
| 10                | 23 novembre  | at Chicago Bears       | V 24–21   | 6–4    | Wrigley Field                 | 45,455   |
| 11                | 30 novembre  | Atlanta Falcons        | V 13–6    | 7–4    | Memorial Stadium              | 60,238   |
| 12                | 7 dicembre   | Detroit Lions          | P 17–17   | 7–4–1  | Memorial Stadium              | 60,238   |
| 13                | 13 dicembre  | at Dallas Cowboys      | S 10–27   | 7–5–1  | Cotton Bowl                   | 63,191   |
| 14                | 24 dicembre  | at Los Angeles Rams    | V 13–7    | 8–5–1  | Los Angeles Memorial Coliseum | 73,326   |

## Classifiche
| NFL Coastal         |    |   |   |      |      |       |     |     |     |
|                     | V  | S | P | %    | CONF | DIV   | PF  | PS  | STR |
| Los Angeles Rams    | 11 | 3 | 0 | .786 | 5–1  | 7–3   | 320 | 243 | S3  |
| Baltimore Colts     | 8  | 5 | 1 | .615 | 3–3  | 5–4–1 | 279 | 268 | V1  |
| Atlanta Falcons     | 6  | 8 | 0 | .429 | 2–4  | 4–6   | 276 | 268 | V3  |
| San Francisco 49ers | 4  | 8 | 2 | .333 | 2–4  | 3–7   | 277 | 319 | V1  |

Nota: I pareggi non venivano conteggiati ai fini della classifica fino al 1972.